# 法雄
法雄，字文強，右扶風郿縣（今陝西眉縣）人，戰國時代田齊君主齊襄王田法章的後人。賢士法真之父，三國時期蜀漢皇帝劉備重臣法正的曾祖父。

## 生平
秦國滅齊國之時，齐襄王的一支子孫不敢自稱田姓，因此改為法姓。漢宣帝時，法氏子孫遷徙至三輔地區，世代均擔任品秩二千石的官員。法雄起初以郡功曹身份出仕，受太傅張禹府所辟，再以高第官除平氏縣縣長。法雄善於處理政務，擅長查察奸人壞事，因此在任期間，盜賊甚少為患，縣內吏民都對法雄既敬又畏。南陽太守鮑得向朝廷匯報法雄的表現，法雄於是遷任宛陵令。
永初三年（公元109年）七月，海賊張伯路與勃海、平原的劉文河、周文光等300餘人自稱「使者」，攻打厭次城，殺害縣令和官吏，賊軍更向高唐轉進，焚燒官寺，大肆釋放囚犯，四方盜匪、渠帥皆稱張伯路為「將軍」，爭相投靠他。朝廷下令派遣御史中丞王宗持節，帶領幽州、冀州諸郡為數萬人的士兵，又徵法雄為青州刺史，與王宗一起合力討伐張伯路。王宗、法雄二人連番征戰，大破賊兵，賊軍被斬首溺死者達數百人之多，餘賊亦四出奔逃，官軍獲得大量器械財物。即使後來漢帝發詔大赦天下，賊軍仍因王宗、法雄的軍隊尚未解甲，而不敢歸降。王宗為了迅速消滅賊眾，便召集刺史、太守共同商議，大家都認為應該直接進行攻擊。法雄卻主張：「不是這樣的。兵者，是凶器；戰爭，是危險的事。蠻勇並不可恃，勝利亦不是必然的。這批賊眾如果乘船出海，深入遠島，那就不易攻討了。既然國有赦令，現在可以暫且罷兵，撫慰這群盜賊，如此一來他們勢必解散，然後我們再對付他們，可以不戰而定了。」王宗亦認同其言，決定罷兵。賊眾聞訊果然大喜，將侵略所得的財物戰俘通通交還。不過由於東萊郡的軍隊未肯解甲，賊眾再次感到驚恐，遁走遼東，直至海島。永初五年（111年）春天，漂泊海島的賊眾缺乏糧食，於是再次入寇東萊郡。法雄率領郡兵大破賊眾，賊軍向遼東逃竄，遼東人李久等協助法雄施行夾擊，成功平定賊眾，州界自此才得和平。

### 善治地方
法雄為官嚴謹，每至軍中，都會複審案件，觀察囚犯的神色，經常能準確地判斷案情的真偽，因此亦能查察不守法的官吏，並下令要他們解印除任。在青州任刺史四年，法雄便升遷為南郡太守，精於斷案，治安靖平，戶口益增。其時沔水、雲夢澤一帶野獸肆虐，前任太守懸賞招募人民捕獵虎狼，前往捕獸者反而屢遭其害。法雄於是向所屬縣令致信，說道：「虎狼居於山林之間，就好像人類居於城市之中。古代的治世中，猛獸不會侵擾人類，那是因為國家恩信寬澤，仁德連禽獸都有所被及。我這太守雖然不是甚麼有德行的人，但也不敢忘記這種道理。當你們收到這信件後，便將捕獸的工具及機關都摧毀掉，從此不得再於山林中胡亂捕殺野獸了。」自此之後，當地虎患稍為平息，人們的生活亦得到安定。法雄擔任太守數年，農務經常都有豐收。元初年間，法雄卒於任上。其子法真，亦是一代名士，《後漢書·逸民列傳》中有傳。

## 延伸阅读
[在维基数据编辑]
 《後漢書·卷38》，出自范晔《後漢書》